# Bar du Centre (Avignon)
Le Bar du Centre est un ancien bâtiment situé 26 rue du Portail-Matheron et place du Portail-Matheron, à Avignon, dans le Vaucluse, en France.

## Histoire
Ancienne salle de café-bar, son décor a été inscrit au titre des monuments historiques, le 10 mai 1991. C'est aujourd'hui la salle Catherine Perera.